# Lily Carlstedt
Lily Carlstedt (Lily Marie Louise Carlstedt, verheiratete: Kelsby; * 5. März 1926 in Søllerød; † 14. Juni 2002 in Vallensbæk Kommune) war eine dänische Speerwerferin.
Bei den Olympischen Spielen 1948 in London gewann sie mit 42,08 m die Bronzemedaille hinter der Österreicherin Herma Bauma (45,57 m) und der Finnin Kaisa Parviainen (43,79 m).
Nach ihrer Heirat wurde sie Sechste bei den Europameisterschaften 1950 in Brüssel und Fünfte bei den Olympischen Spielen 1952 in Helsinki. Bei den Europameisterschaften 1954 in Bern belegte sie den 13. Platz.
Insgesamt wurde sie neunmal nationale Meisterin (1947–1952, 1954–1956).